# NGC 7131
NGC 7131 (другие обозначения — PGC 67359, MCG −2-55-2, NPM1G −13.0540) — линзообразная галактика (S0) в созвездии Козерог.
Этот объект входит в число перечисленных в оригинальной редакции «Нового общего каталога».
В галактике вспыхнула сверхновая SN 1998co типа Ia. Её пиковая видимая звёздная величина составила 16.